# Robert Bulwer-Lytton
Edward Robert Bulwer-Lytton, 1.º Conde de Lytton GCB, GCSI, GCIE, PC (8 de novembro de 1831 – 24 de novembro de 1891) foi um político britânico, que exerceu como Vice-rei da Índia. Também foi poeta, sob a alcunha de Owen Meredith.
Casou-se com Lady Edith Villiers e foi pai da sufragista Lady Constance Bulwer-Lytton e do atleta Neville Lytton.

## Biografia
Robert Bulwer-Lytton era filho dos novelistas Edward Bulwer-Lytton, 1.º Barão de Lytton, e da sua esposa Rosina Doyle Wheeler. Foi educado na Harrow School e na Universidade de Bonn. Ao completar 18 anos, viajou para os Estados Unidos como secretário privado de seu tio, Sir Henry Bulwer, embaixador britânico em Washington D.C..
Com 25 anos, publicou em Londres um volume de poemas sob a alcunha de Owen Meredith, seguido por vários outros volumes, entre os mais notáveis "Lucile", uma história em verso.
Posteriormente, foi secretário em diferentes cidades da Europa e embaixador em Portugal e França. Entre 1876 e 1880 foi Governador-geral e Vice-rei da Índia. O mandato de Lytton como Vice-rei coincidiu com uma das piores fomes já registradas na Índia.
Em 1873 sucedeu seu pai como 2.º Barão Lytton, sendo nomeado em 1880 Visconde Knebworth e Conde de Lytton.